# Drynki
Drynki (niem. Drenken) – wieś w Polsce położona w województwie warmińsko-mazurskim, w powiecie ostródzkim, w gminie Małdyty.
W latach 1975–1998 miejscowość administracyjnie należała do województwa olsztyńskiego. W latach 1945–1946 miejscowość nosiła nazwę Zdrążek.
Wieś wzmiankowana w dokumentach z roku 1304, jako wieś pruska na 12 włókach. Pierwotna nazwa Drynken najprawdopodobniej wywodzi się od imienia Prusa – Drinka. W roku 1782 we wsi odnotowano 5 domów (dymów), natomiast w 1858 w 6 gospodarstwach domowych było 81 mieszkańców. W latach 1937–1939 było 94 mieszkańców. W roku 1973 jako wieś należały do powiatu morąskiego, gmina i poczta Małdyty.

## Zabytki
- piętrowy dwór, kryty dachem czterospadowym wybudowany z czerwonej cegły na planie prostokąta z dwupiętrową wieżą, wybudowaną na planie kwadratu, stojącą na lewo od głównego wejścia w murowanym ganku, do którego prowadzą schody. Przy dworze park z XIX w.[5]